# Flores (serie filatélica)
Blumen (Flores en alemán) es el nombre de una serie filatélica emitida desde el año 2005 por el Deutsche Post, la administración postal de Alemania, dedicada a las principales especies de flores existentes en el territorio alemán. En total han sido puestos en circulación 39 sellos en 25 fechas de emisión diferentes. Todos los sellos de esta serie tienen las mismas dimensiones: 21,5 × 30,13 mm.

## Descripción
| Fecha de emisión | Nombre del sello (descripción)                                                   | Valor facial (en €) |
| ---------------- | -------------------------------------------------------------------------------- | ------------------- |
| 03.01.2005       | 1) Un girasol                                                                    | 0,95                |
| 03.01.2005       | 2) Delphinium elatum                                                             | 4,30                |
| 07.04.2005       | 1) Una margarita                                                                 | 0,45                |
| 02.06.2005       | 1) Una malva                                                                     | 0,25                |
| 02.06.2005       | 2) Un aster                                                                      | 0,50                |
| 07.07.2005       | 1) Un tagetes                                                                    | 0,20                |
| 07.07.2005       | 2) Una amapola silvestre                                                         | 0,55                |
| 11.08.2005       | 1) Un crocus                                                                     | 0,05                |
| 08.09.2005       | 1) Un tulipán                                                                    | 0,10                |
| 08.09.2005       | 2) Hepatica nobilis                                                              | 0,40                |
| 02.01.2006       | 1) Una dalia                                                                     | 0,35                |
| 02.01.2006       | 2) Un narciso                                                                    | 0,90                |
| 02.01.2006       | 3) Un iris                                                                       | 1,45                |
| 02.03.2006       | 1) Rudbeckia fulgida                                                             | 0,65                |
| 13.04.2006       | 1) Dianthus carthusianorum                                                       | 0,70                |
| 13.04.2006       | 2) Un edelweiss                                                                  | 2,20                |
| 04.05.2006       | 1) Lilium bulbiferum                                                             | 3,90                |
| 13.07.2006       | 1) Lamprocapnos spectabilis                                                      | 1,00                |
| 09.11.2006       | 1) Eschscholzia californica                                                      | 2,00                |
| 12.07.2008       | 1) Una rosa                                                                      | 0,55                |
| 09.10.2008       | 1) Un clavel                                                                     | 0,25                |
| 02.01.2010       | 1) La flor zapatilla de dama (Cypripedium calceolus)                             | 4,10                |
| 01.03.2010       | 1) una rosa roja (familia de las Rosáceas); sello impregnado con olor dicha flor | 0,55                |
| 06.05.2010       | 1) Una muguete                                                                   | 0,45                |
| 03.01.2011       | 1) Una flor del género Platycodon                                                | 0,75                |
| 07.07.2011       | 1) Una genciana                                                                  | 5,00                |
| 06.12.2012       | 1) Una pulsatilla (Pulsatilla vulgaris)                                          | 0,58                |
| 06.12.2012       | 2) La flor Gaura lindheimeri                                                     | 2,40                |
| 05.12.2013       | 1) Una corona imperial (Fritillaria imperialis)                                  | 0,60                |
| 05.06.2014       | 1) La aquilegia (Aquilegia caerulea)                                             | 1,80                |
| 03.07.2014       | 1) La centáurea menor (Centaurium erythraea)                                     | 0,28                |
| 04.11.2015       | 1) La peonia (Paeonia officinalis)                                               | 0,60                |
| 04.11.2015       | 2) La Primula denticulata                                                        | 0,80                |
| 04.11.2015       | 3) El Dianthus plumarius                                                         | 0,85                |
| 04.11.2015       | 4) La heuchera                                                                   | 3,95                |
| 04.11.2015       | 5) El martagón (Lilium martagon)                                                 | 4,40                |
| 03.12.2015       | 1) La flor de chocolate (Cosmos atrosanguineus)                                  | 0,70                |
| 03.12.2015       | 2) Una fucsia (del género Fuchsia)                                               | 4,00                |
| 03.12.2015       | 3) La orquídea abeja (Ophrys apifera)                                            | 4,50                |